# Best Friend (bài hát của Toy-Box)
"Best Friend" là bài hát của nhóm nhạc người Đan Mạch Toy-Box trong album phòng thu Fantastic (1999). Nó được phát hành như đĩa đơn thứ hai trong album vào năm 1998 tại Đức.

## Danh sách bản nhạc
- UK & Europe CD-Single[1]

1. "Best Friend" (Radio Version) – 3:28
2. "Best Friend" (Maxi Version) – 4:11

- Scandinavia CD Maxi-Single, Promo[2]

1. "Best Friend" (Kaydee Vs. DJ NME) – 6:48
2. "Best Friend" (Hampenberg Club Edit) – 5:25
3. "Best Friend" (Elephant & Castle Mix) – 5:05
4. "Best Friend" (The Poker Boys Toy-Mix Long Version) – 6:28

- Australia  CD Maxi-Single[3]

1. "Best Friend" (Radio Version) – 3:28
2. "Best Friend" (Maxi Version) – 4:11
3. "Best Friend" (The Poker Boys Toy-Mix Long Version) – 6:28
4. "Best Friend" (The Poker Boys Toy-Mix Short Version) – 3:12
5. "Best Friend" (Elephant & Castle Mix) – 5:05

- Germany CD Maxi-Single[4]

1. "Best Friend" (Radio Version) – 3:28
2. "Best Friend" (The Poker Boys Toy-Mix Long Version) – 6:28
3. "Best Friend" (Elephant & Castle Mix) – 5:05

- UK Cassette, Single[5]

1. "Best Friend" (Radio Version) – 3:28
2. "Best Friend" (The Poker Boys Toy-Mix Long Version) – 6:28
3. "Best Friend" (Radio Version) – 3:28
4. "Best Friend" (The Poker Boys Toy-Mix Long Version) – 6:28

## Bảng xếp hạng
| Bảng xếp hạng (1999)               | Vị trí cao nhất |
| ---------------------------------- | --------------- |
| Úc (ARIA)                          | 39              |
| Đan Mạch (Tracklisten)             | 6               |
| Châu Âu (European Hot 100 Singles) | 37              |
| Châu Âu (Eurochart Hot 100)        | 11              |
| Hà Lan (Dutch Top 40)              | 1               |
| Hà Lan (Single Top 100)            | 1               |
| Na Uy (VG-lista)                   | 13              |
| Thụy Điển (Sverigetopplistan)      | 23              |
| Anh Quốc (OCC)                     | 41              |

| Bảng xếp hạng (1999)    | Vị trí |
| ----------------------- | ------ |
| Hà Lan (Dutch Top 40)   | 13     |
| Hà Lan (Single Top 100) | 26     |